# Mac Barnes
Mac Barnes, nato Michael Malott Barnes  (Bedford, 2 giugno 1863 – Los Angeles, 10 gennaio 1923), è stato un attore statunitense del cinema muto.
Si firmò anche come Mac M. Barnes, Mack Barnes e M.M. Barnes.

## Biografia
Nato nell'Indiana nel 1863, alto 1,82, era un attore di teatro e di vaudeville. Nel cinema, lavorò soprattutto con la Selig Polyscope Company, una storica compagnia di produzione fondata a Chicago nel 1898. Nella sua carriera, girò oltre una ventina di film.
Era sposato con Louisa Barnes. Il loro matrimonio durò fino 1923, alla morte dell'attore che, all'epoca, aveva 59 anni.

## Filmografia
La filmografia - basata su IMDb - è completa. Quando manca il nome del regista, questo non viene riportato nei titoli
- The Cowboy Millionaire, regia di Francis Boggs e Otis Turner - cortometraggio (1909)
- The Three Valises, regia di Richard Garrick  - cortometraggio (1912)
- Officer Murray, regia di Richard Garrick - cortometraggio (1912)
- Two Gay Dogs, regia di Chauncy D. Herbert - cortometraggio (1912)
- The House of His Master, regia di Lem B. Parker - cortometraggio (1912)
- A Detective's Strategy, regia di Lem B. Parker - cortometraggio (1912) )
- Bread Upon the Waters, regia di Oscar Eagle - cortometraggio (1912)
- An International Romance, regia di George L. Cox - cortometraggio (1912)
- Tempted by Necessity, regia di Lem B. Parker - cortometraggio (1912)
- The Fire Cop, regia di Hardee Kirkland (1912) - cortometraggio (1912)
- A Freight Train Drama, regia di Francis Boggs - cortometraggio (1912)
- A Counterfeit Santa Claus, regia di Hardee Kirkland - cortometraggio (1912)
- How the 'Duke of Leisure' Reached His Winter Home, regia di Charles H. France - cortometraggio (1912)
- The Man Who Might Have Been, regia di Oscar Eagle - cortometraggio (1913)
- The Empty Studio, regia di Hardee Kirkland - cortometraggio (1913)
- The Millionaire Cowboy - cortometraggio (1913)
- The Understudy, regia di Lorimer Johnston - cortometraggio (1913)
- The Ex-Convict, regia di Oscar Eagle - cortometraggio (1913)
- Tommy's Atonement, regia di Hardee Kirkland - cortometraggio (1913)
- The Food Gamblers, regia di  Albert Parker (1917)
- The Haunted House, regia di Albert Parker (1917)
- The Sign on the Door, regia di Herbert Brenon (1921)
- Giovinezza (Experience), regia di George Fitzmaurice (1921)
- Get-Rich-Quick Wallingford, regia di Frank Borzage (1921)